# Napomyza lateralis
Napomyza lateralis este o specie de muște din genul Napomyza, familia Agromyzidae. A fost descrisă pentru prima dată de Fallen în anul 1823. Conform Catalogue of Life specia Napomyza lateralis nu are subspecii cunoscute.